# Пространство на Тихонов
Пространството на Тихонов, или още {\displaystyle T_{3_{\frac {1}{2}}}}—пространство, или {\displaystyle T_{\pi }\,}—пространство, е хаусдорфово напълно регулярно топологично пространство, наименовано на руския математик Андрей Тихонов.

## Формално определение
Едно топологично пространство {\displaystyle {\mathcal {X}}\,} е напълно регулярно, ако за всяко затворено множество {\displaystyle A\in {\mathcal {X}}} и за всяка точка {\displaystyle x\in {\mathcal {X}}}, която не лежи в {\displaystyle A\,}, съществува непрекъсната функция {\displaystyle f:{\mathcal {X}}\to \mathbb {R} }, такава че {\displaystyle f(x)=0,\,f(a)=1,\,\forall a\in A}.
Топологичното просранство {\displaystyle {\mathcal {X}}\,} е хаусдорфово, ако за всеки две точки {\displaystyle x,y\in {\mathcal {X}},x\neq y}, съществуват околности {\displaystyle U\,} и {\displaystyle V\,} на {\displaystyle x\,} и {\displaystyle y\,}, такива че {\displaystyle U\cap V=\varnothing }.